# صفاریان‌پور
صفاریان‌پور یک نام خانوادگی است. افراد سرشناس با این نام از این قرارند:
- سیاوش صفاریان‌پور (زادهٔ ۹ دی ۱۳۵۹)، مجری تلویزیون، تهیه‌کننده، کارگردان، و روزنامه‌نگار علمی ایرانی
- محمدفؤاد صفاریان‌پور (زادهٔ ۹ دی ۱۳۵۵)، کارگردان، تهیه‌کننده، مجری و بازیگر ایرانی